# 趙重應

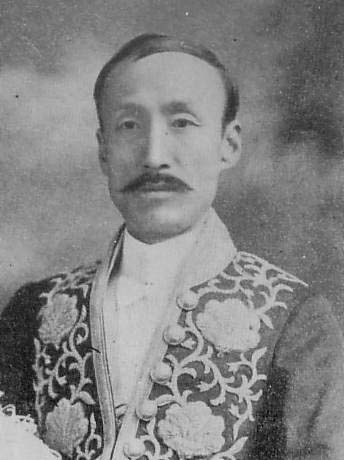
赵重应

赵重应（：／ Jo Jung-eung，1860年11月4日—1919年8月25日），本贯楊州趙氏，朝鲜王朝和大韩帝国政治家。他被今日的韩国人认为是一个亲日派人物，为庚戌国贼和丁未七贼之一。
出生在汉城一个少论派的两班家族。1883年被任命为西北边界调查委员，前往西伯利亚、满洲、外蒙古等地调查。两年后归国，力主亲日反清的北防南开论，遭驪興閔氏的弹劾，流放全罗道宝城。1890年特赦归京。中日甲午战争爆发之前，随李垠前往日本，后任外务衙门的参议，与日本关系非常亲密。1895年，发生乙未事变，闵妃被杀，赵重应负责处理事后事务，包括废闵妃为庶人的事务。
1898年金弘集内阁倒台之后被剥夺一切职务，流亡日本。期间在日本学习近代农业技术以及政治学、法学，1906年获特赦归国。1907年任李完用内阁的法部大臣兼刑法改定总裁。同年参与签订第三次日韩协约，获得勋二等太极章、升正二品资宪大夫。他也因此被韩国人斥为丁未七贼之一。
1908年任农商工部大臣。1910年，参与日韩合并条约的签订，被日本列为朝鲜贵族，封子爵，任朝鲜总督府中枢院顾问。
赵重应被今日的韩国政府列为亲日反民族行为者之一。